# Andreu Montserrat
Andreu Montserrat (Codalet, segle xvi - segle xvii) va ser un sacerdot i teòric de la música, canonge de l'església parroquial de Sant Martí de València. Va ser autor de l'Arte breve..., un tractat de cant pla en què, amb finalitats pedagògiques, revisà els principals teòrics del tema, tant històrics com coetanis de l'autor.

## Obres
- Arte breve y compendiosa de las dificultades que se ofrecen en la música práctica del canto llano. València, 1614